# Флокування

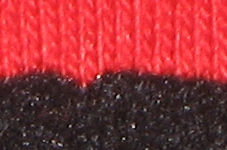
Футболка, надрукована технікою флокування (нижня половина)

Флокува́ння (англ. flocking, від flock — «пачоси») — спосіб оздоблення поліграфічної продукції.

## Опис
Флокування — полягає в орієнтованому нанесенні коротких (0,2-12 мм) волокон (так званого «флоку») на основу, покриту клеєм для оздоблення книжково-журнальних оправ, зокрема дитячих видань, різних виробів акциденції (листівок, візиток тощо), картонних паковань. Сучасна технологія флокування передбачає суцільне, вибіркове та фрагментальне нанесення флоку.
Процеси технології електрофлокування при отриманні зображень на виробах включають комплекс операцій, пов'язаних як з підготовкою основних компонентів флокованого матеріалу — основи, клею, ворсу, так і з процесами кінцевого формування зображень — термофіксацією клею, очищенням, транспортуванням і оцінюванням якості готової продукції.
Обладнання вибирається залежно від виду матеріалу, його ширини і призначення і переважно складається з механізмів подачі основи для флокування; пристроїв для нанесення клею (ракелі, валики, пульверизатори та ін.); механізмів для нанесення ворсу; пристроїв для висушування ворсового покриття та очищення матеріалу від надлишку ворсу. Принципово важливим вузлом будь-якого пристрою для електростатичного нанесення ворсу є високовольтний (20-150 тис.в) генератор, який забезпечує її безперервне живлення високою напругою.
В залежності від способу подачі флоку в зону флокування відповідно розрізняють такі способи електростатичного флокування:
- знизу вверх;
- зверху вниз;
- з двох сторін.

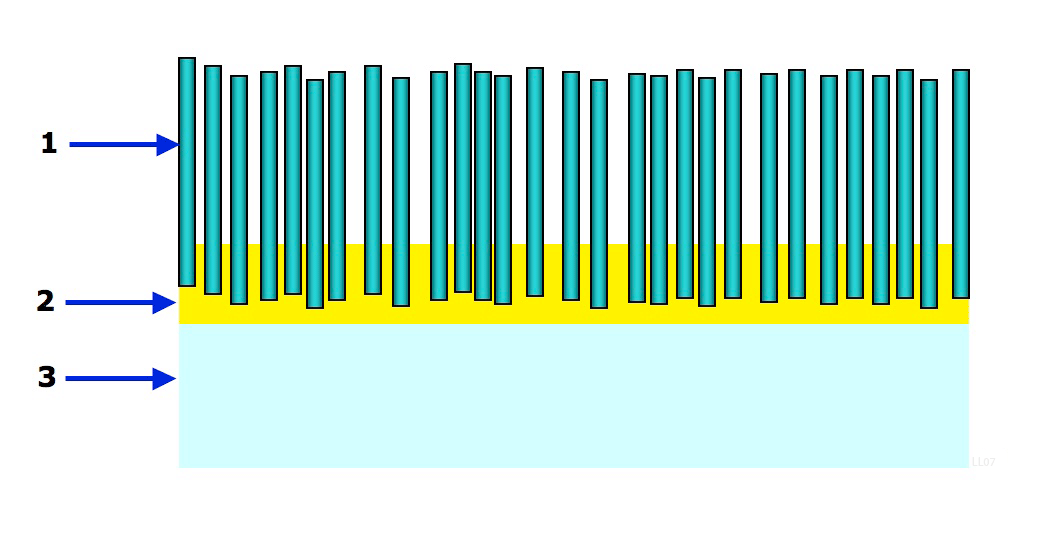
Діаграма флокованої текстури. 1 волокно 2 клей 3 підкладка

Для отримання якісного зображення важливими є підготовка основи, клеїв і флоку для флокування. Як основа для поліграфічної продукції можуть застосовуватися папери і картони різної маси, гладкості й фактури. Певні вимоги висуваються до підготовки флоку. Джерела різними мовами характеризують флок як коротко нарізані текстильні волокна для нанесення оксамитових покриттів. За природою походження волокна поділяються на:
- натуральні — бавовна, вовна, солома;
- синтетичні — поліефірні, ацетатні, вуглецеві, поліпропіленові, поліестерові, поліамідні (перлон, нейлон, капрон);
- штучні — віскоза.

За розрізуванням флок поділяється на мелений, рівномірно нарізаний і нерівномірно нарізаний. Якість флокованої продукції суттєво залежить від рівномірності флоку за довжиною, співвідношення довжини і товщини та прямолінійності ворсинок.
При флокуванні найважчим завданням є підбір клею. Рекомендують використовувати клеї, які містять органічні розчинники і тверднуть при їх випаровуванні; водні дисперсії каучуків чи емульсій; а також полімеризаційноздатні. Основу клеїв складає плівкоутворювальний компонент, а також різноманітні домішки.
В процесі експлуатації флокований матеріал зношується, змінюється його зовнішній вигляд, що супроводжується витиранням поверхні, випаданням ворсинок, забрудненням та зім'яттям ворсу.
До основних показників якості флокованого зображення відноситься:
1. чіткість флокованого рисунка:
  - дотримання геометричних розмірів;
  - стабільність форми і стан поверхні;
  - суцільність зображення;
2. зносостійкість та довговічність:
  - міцність приклеювання ворсу до основи (стійкість до механічного стирання);
  - деформації (число подвійних перегинів, стійкість до розтягу);
  - стійкість до забруднення (санітарно-гігієнічні показники, стійкість до дії мікроорганізмів);
  - зручність при використанні;
  - вплив навколишнього середовища (вологостійкість, морозостійкість, світлостійкість).

Флокування — процес отримання зображення на поверхні рекламного носія з використанням текстильного волокна (отримання «оксамитової» поверхні). Як відомо, кольорові зображення на поверхні флокованих матеріалів можуть бути отриманні як звичайними способами друкування так і електрофлокуванням. Електростатична сепарація дозволяє отримати кольорові ворсові зображення, як на основі з картону так і різних сортів паперу. Суть методу зводиться до різного відхилення частинок ворсу з різнойменними зарядами в електростатичному полі. Відомі технології відтворення багатофарбових зображень з використанням ворсу різних кольорів через вирізний шаблон; одночасним флокуванням ворсу різних кольорів; біле флокування по задрукованій поверхні; комбінований друк фарбами і ворсом; друкування фарбами по ворсу; друкування з послідовністю фарба — ворс — фарба; друкування ворсом по ворсу; послідовне друкування ворсом різних кольорів. Заслуговує на увагу при оздобленні поліграфічної продукції спосіб друкування фарбами по ворсованій (суцільно або фрагментальній) поверхні. Друкування здійснюється фарбами «мокре по мокрому» офсетним, тампо- або трафаретним друком.
Крім нанесення бархатистих покриттів на поверхні та предмети, існують різноманітні техніки флокування як засіб колірного оформлення та дизайну продукту. Вони варіюються від трафаретного друку до сучасного цифрового друку, щоб покращити, наприклад, тканину, одяг або книги багатоколірними візерунками. Нині дослідження феномену зграї можна побачити в образотворчому мистецтві. Художник Electric Coffin відомий своїми багатьма барвистими флокованими роботами, включаючи 50-футовий твір у штаб-квартирі Facebook у Сіетлі.
1. ↑  So Many Likes - City Arts Magazine. City Arts Magazine (амер.). 21 березня 2017. Процитовано 29 вересня 2018.